# Гордон Б'юріг
Гордон Міллер Б'юріг (англ. Gordon Buehrig) (нар. 18 червня 1904, Мейсон-Сіті, Іллінойс — пом. 22 січня 1990, Гросс-Пойнт-Вудс, Мічиган) — американський автомобільний дизайнер XX століття.

## Життєпис
Народився у штаті Іллінойс та отримав ранній досвід проектування машин у компаніях Packard, General Motors і Stutz. 1929 року відповідав за перебудову автомобіля Stutz компанією Weymann у гоночний «Чорний яструб» для змагань у Ле-Мані. У віці 25 років він став головним конструктором моделей Duesenberg, де розробив Duesenberg Model J. 1934 року Гордон перейшов до автомобільної компанії Auburn в Оберні, штат Індіана,  де 1935 року розробив відомий 851 Boattail Speedster, заснований на роботі Алана Лімі. Він також розробив революційний Cord 810-812, дизайнерську вартість якого оцінили у Музеї сучасного мистецтва Нью-Йорка (1951).
1949 року перейшов до компанії Ford, де розробив Victoria Coupe (1951) і Continental Mark II (1956). Він винайшов знімний дах T-топ, запатентований 5 червня 1951 року, який використали у спортивному автомобілі Таско, Chevrolet Corvette, Pontiac Firebird.
1965 року вийшов на пенсію і викладав протягом п'яти років в Артцентрі коледжу дизайну в Каліфорнії. 1979 року він розробив дизайн Buehrig Motor Car.
Б'юріг помер у Гросс-Пойнт-Вудс, Мічиган, 22 січня 1990 року в віці 85 років. Його кремовані останки поховані на Роузлон (цвинтар) в Оберні, штат Індіана. За дизайн автомобіля Cord 810/812 Б'юріга внесли до списку 25 найкращих дизайнерів ХХ ст.

## Галерея

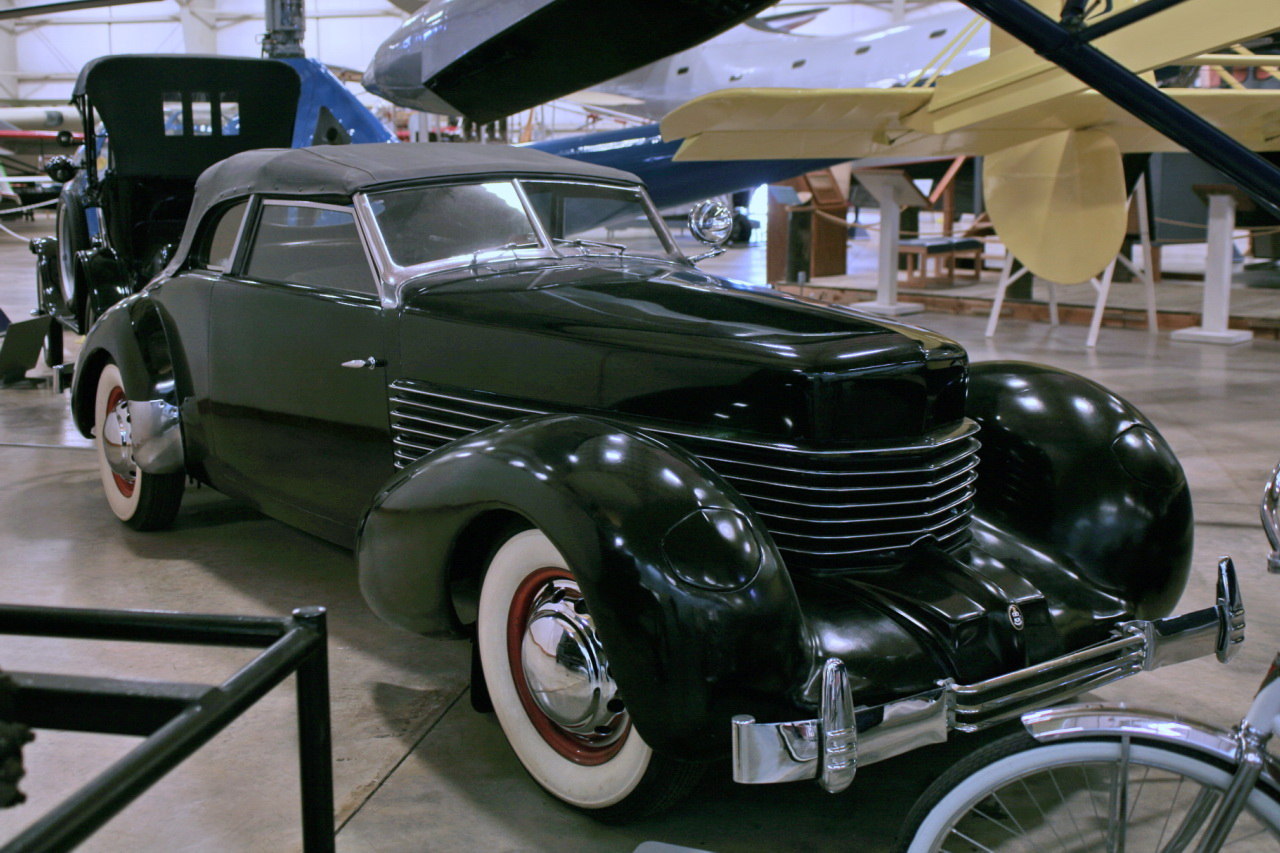
Cord 810 Phaeton (1936)
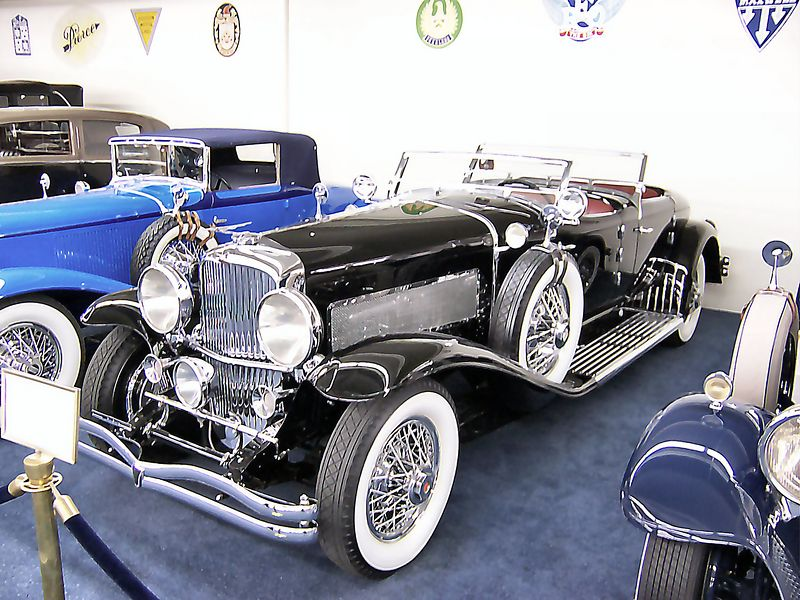
Duesenberg J (1930)
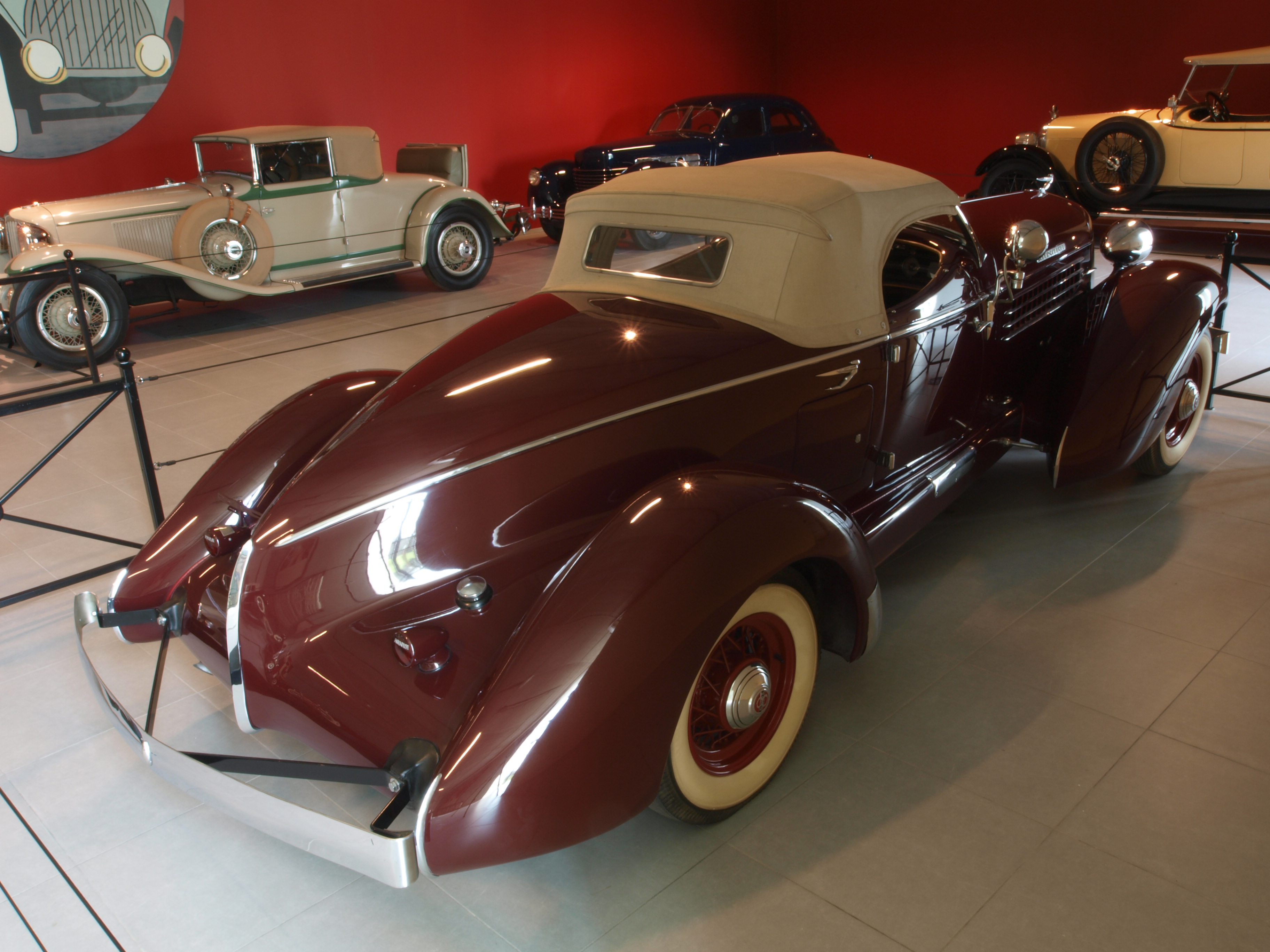
Auburn Model 851 Boattail Speedster
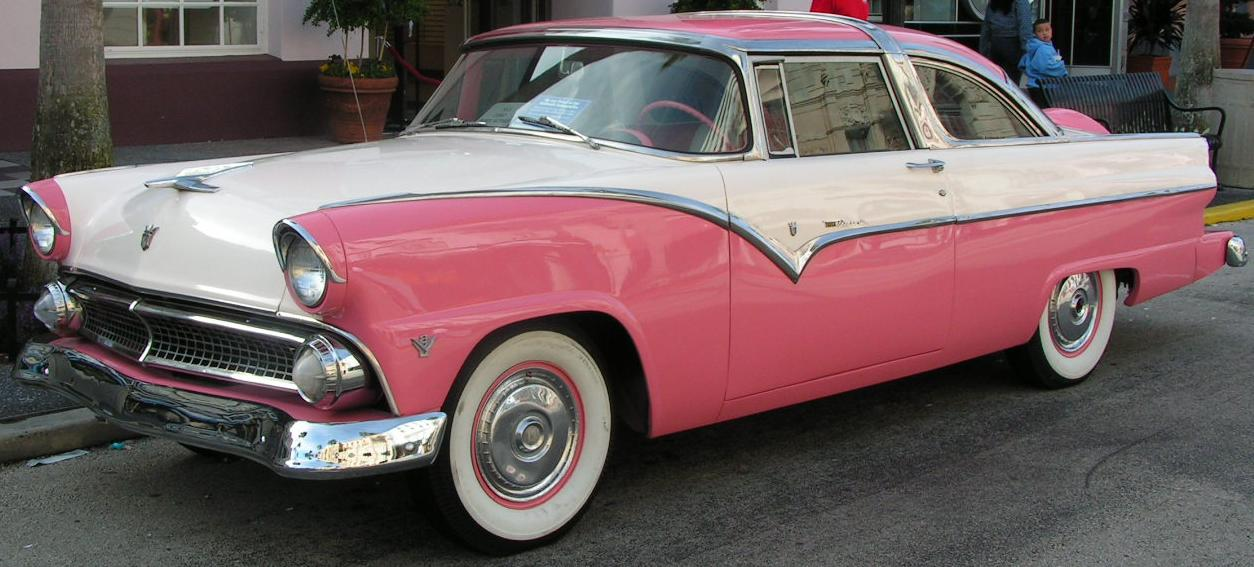
Ford Crown Victoria (1955)
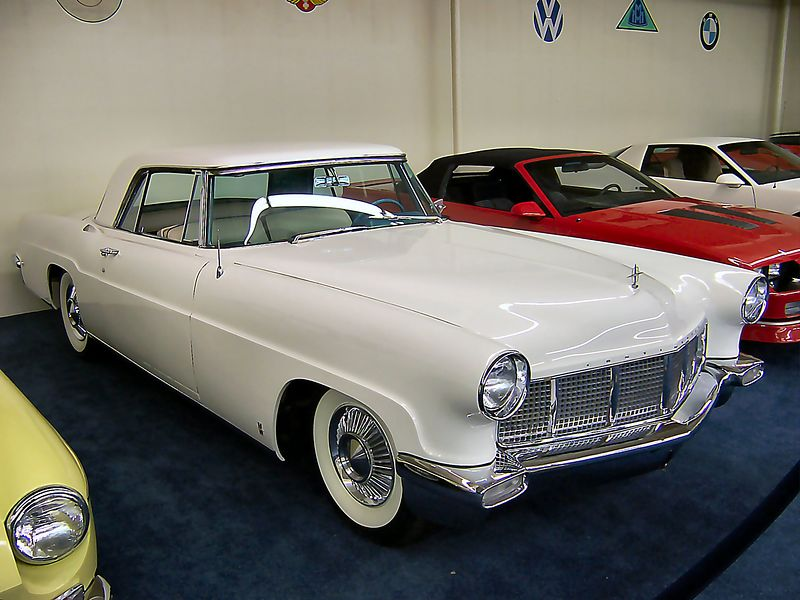
Ford  Continental Mark II (1956)